# Jóbarát (folyóirat, 1967–1989)
A Jóbarát a romániai Pionírszervezet Országos Tanácsának hetilapja. 1967. szeptember 28. (1. évf. 1. sz.) és 1989. december 14. (23. évf. 50/1157. sz.) között jelent meg Bukarestben. Előzménye 1950–1967 között a Pionír volt. Jogutódja a Cimbora című gyermeklap (1990–1992).
Felelős szerkesztője 1974-ig Hadai Jenő, utána 1981-ig Bartha Zoltán, Tóth Vass Mária, 1981 után Takács Gizella és Șerbescuné Gáll Klára. Egyes ügyköröket Balogh Irma, Bokor Katalin, Horváth Stefánia, Tóth Mária, Csire Gabriella látott el; egy ideig a szerkesztőségben dolgozott Forró László és Szabó Zsolt. A példányszám elérte már a 60 ezret.
A lapot tudománytörténeti sorozata s a tanulás módját népszerűsítő rovata hasznos iskolai segédeszközzé emelte; e rovatban jelentek meg többek közt Török Árpád pedagógiai módszertani cikkei. Népszerű irodalmi anyagát házi szerzői, Bajor Andor és Méhes György szolgáltatták, az írással próbálkozók rovatát sokáig Majtényi Erik vezette; a folytatásos írások közül emlékezetes Dehel Gábor ifjúsági történetsorozata és Beke György képregénye a törökverő Kinizsi Pálról. Bár a színes képanyag a Cutezătorii kliséinek átvétele, eredeti művészi illusztrációkkal is találkozunk, így Deák Ferenc, Cseh Gusztáv, Hadai G. Klára rajzaival; kiemelkedett Szervátiusz Tibor Kalevala-sorozata az 1970-es évek elején.
Jelentős szerepet vállalt a Jóbarát az ifjúság honismeretének, a szülőföldhöz és anyanyelvhez való kötődésének ápolásában. Éveken át (1969–80) folyt hasábjain a tantárgyolimpia, mely az iskolában szerzett ismeretek helyszíni alkalmazására, napi használatára nevelt, s országos hírnévre emelkedtek néprajzi, nyelvészeti, irodalmi, természettudományi gyűjtőversenyei. 1970-ben egy népviseletvarró pályázata (Zsuzsi és Andris baba felöltöztetése) eredményeként Szentimrei Judit szakirányítása alatt Románia minden magyarok lakta táját felölelő népviselet-gyűjtemény állt össze; anyaga a Kézdivásárhelyi Városi Múzeumban kapott elhelyezést (babamúzeum).
1971-ben a „Síppal-dobbal” elnevezésű pályázaton dr. Kós Károly és Faragó József néprajzi szakirányításával gyermekjátékszereket gyűjtöttek vagy rekonstruáltak a versenyzők. 1972-ben zajlott le Szabó Attila szakirányításával az „Ezerjófű” című gyógynövényismereti pályázat, amelyre 4950 herbáriumi lap érkezett be; a gyűjteménynek az Árkosi Agronómus Ház adott otthont. A sikeres gyűjtést 1975-ben a „Csodabab” című etnobotanikai verseny követte, ebben a termelt helyi babfajtákat gyűjtötték össze a Jóbarát olvasói.
1973-ban került sor a „Többsincs királyfi” nevezetű folklórversenyre; ezen Forró László szakirányításával helyi mondákat, meséket, dűlőneveket s más nyelvi kincseket jegyeztek le a fiatalok. 1976-ban a Jóbarát közmondásgyűjtő versenye zajlott le, melyhez Faragó Józsefnek a Pionírban 1958-ban megjelent Hogyan gyűjtsünk közmondásokat? c. írását vették alapul.
A lap sikeres rendezvényei közé tartoznak a honismereti vetélkedőkkel, ügyességi versenyekkel egybekötött ifjúsági találkozók, melyek egy-egy tájegység (Zsil-völgye, Barcaság és mások) ifjúságát hozzák össze; évről évre ismétlődött a „Bekecsi csillagtúra”, melyen sok száz fiatal részesült a tanulmányokkal egybefűzött táborozás élményében, beleértve az irodalmi nevelést és feldolgozást.
A lap 1982-től Pro natura címen természetismereti és természetvédő versenyt rendezett Béldi Kálmán és Szabó T. E. Attila irányításával. A versenypontok között madárvédelem, gyümölcsfaoltás, természetvédelmi területek feltárása és térképezése szerepelt. Az egyes megyék nyertes csapatai Kovászna megyében jutalomtáborozáson vettek részt, ahol országos vetélkedőre került sor. Az eredményeket a bukaresti magyar nyelvű tv-adás is közvetítette.